# Phòng thí nghiệm Quốc gia Los Alamos

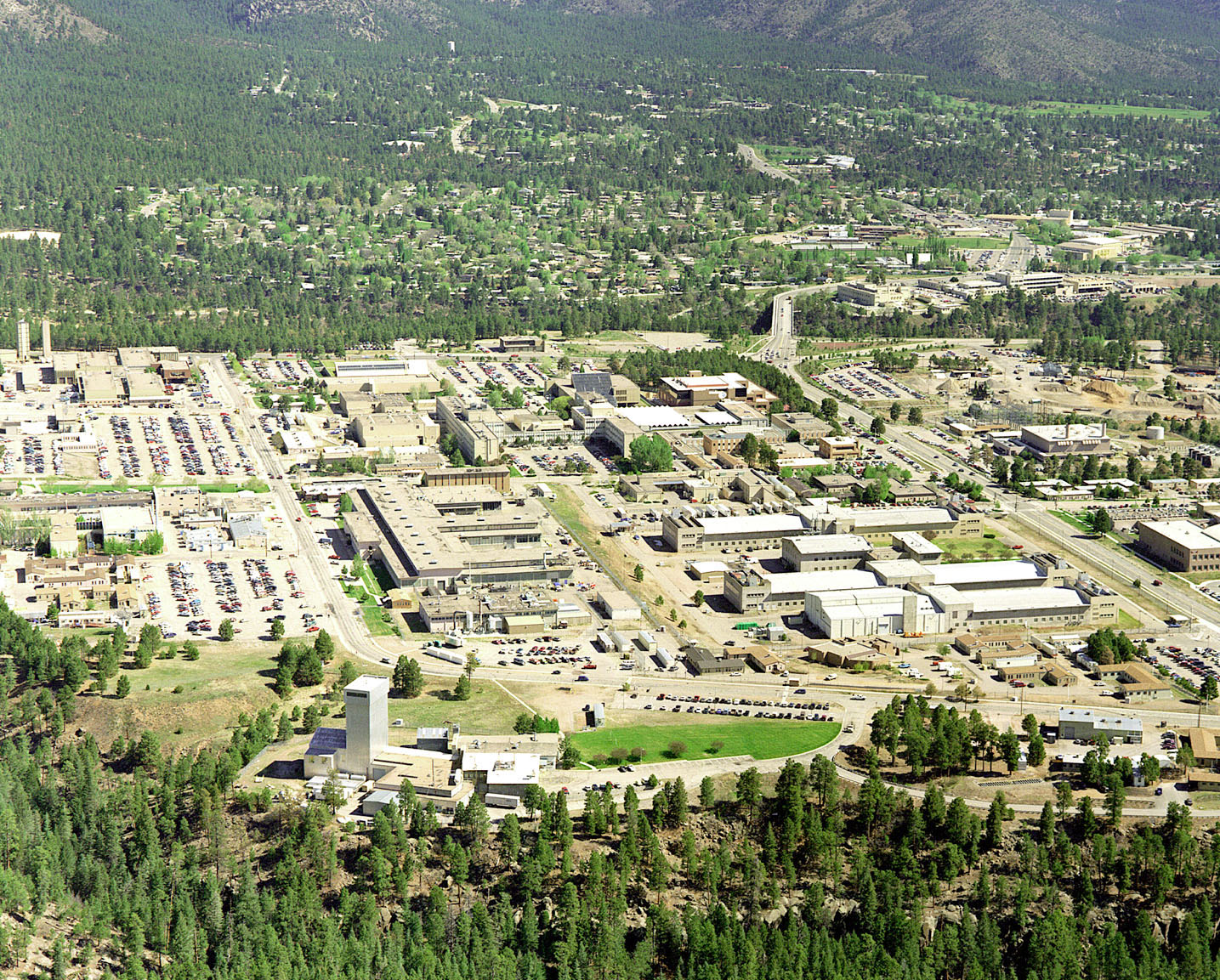
Phòng thí nghiệm Quốc gia Los Alamos National nhìn từ trên cao (năm 1995)

Phòng thí nghiệm Quốc gia Los Alamos (Los Alamos National Laboratory, viết tắt là LANL) là một trong các viện nghiên cứu đa ngành lớn nhất thế giới của Hoa Kỳ. Phòng được thành lập năm 1943, nằm ở thành phố Los Alamos tiểu bang New Mexico, cách Santa Fe, New Mexico khoảng 40 km. Lúc đầu được gọi là Site Y, sau là Los Alamos Laboratory rồi Los Alamos Scientific Laboratory và cuối cùng là tên hiện nay.
Viện có khoảng 12.500 nhân viên chính thức và khoảng 3.300 nhân viên hợp đồng.
Khoảng 1/3 nhân số kỹ thuật của viện là các nhà vật lý, 1/4 là các kỹ sư, 1/6 là các nhà hóa học và khoa học về vật liệu (materials scientist), phần còn lại làm việc trong các ngành toán học, tin học, sinh học, địa chất học và các ngành khác.
Các khoa học gia chuyên nghiệp và các sinh viên cũng tới đây tham gia các dự án khoa học với tư cách khách mời.
Viện cộng tác với các trường đại học và các ngành công nghiệp trong việc nghiên cứu cả về căn bản lẫn ứng dụng, để phát triển tài nguyên trong tương lai.
Ngân sách hàng năm của viện khoảng 2,2 tỷ USD.
Trong thời Chiến tranh thế giới thứ hai, viện này là nơi thực hiện Dự án Manhattan (dự án bí mật nghiên cứu sản xuất vũ khí nguyên tử). Ba trái bom nguyên tử đầu tiên được nghiên cứu sản xuất tại đây, trong đó một trái nổ thử nghiệm trong sa mạc Alamogordo, New Mexico ngày 16 tháng 7 năm 1945, còn hai trái kia đã được ném xuống Hiroshima (ngày 6 tháng 8 năm 1945) và Nagasaki (ngày 9 tháng 8 năm 1945).
Phòng thí nghiệm Quốc gia Los Alamos là một trong hai phòng thí nghiệm của Hoa Kỳ chuyên nghiên cứu chế tạo các loại vũ khí nguyên tử (phòng kia là Phòng thí nghiệm Quốc gia Lawrence Livermore, thành lập năm 1952).